# Natalia Podolskaja
Natalia Jurjevna Podolskaja (ryska: Наталья Юрьевна Подольская), född den 14 oktober 1993 i Vologda, Ryssland, är en rysk kanotist.
Hon tog bland annat VM-brons i K-1 4 x 200 meter i samband med sprintvärldsmästerskapen i kanotsport 2013 i Duisburg.